# Entoloma corvinum

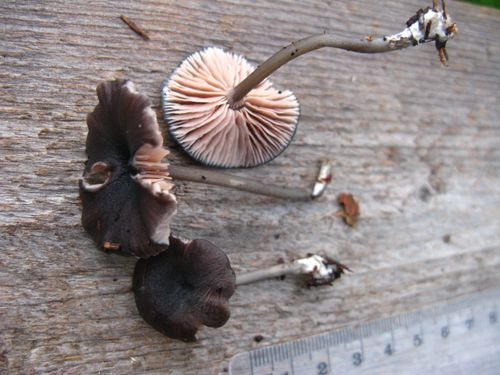

Entoloma corvinum (Kühner) Noordel. – gatunek grzybów z rodziny dzwonkówkowatych (Entolomataceae).

## Systematyka i nazewnictwo
Pozycja w klasyfikacji według Index Fungorum: Entoloma, Entolomataceae, Agaricales, Agaricomycetidae, Agaricomycetes, Agaricomycotina, Basidiomycota, Fungi.
Po raz pierwszy gatunek ten opisał w 1954 r. Robert Kühner, nadając mu nazwę Rhodophyllus corvinus. Obecną nazwę nadał mu Machiel Evert Noordeloos w 1982 r.
Synonimy:
- Leptonia corvina (Kühner) P.D. Orton 1960
- Rhodophyllus corvinus Kühner 1954[2].

## Morfologia
Kapelusz
Średnica 5–40 mm, początkowo stożkowaty lub półkulisty, potem wypukły z niewielkim zagłębieniem, rzadko pępówkowaty, niehigrofaniczny, nieprążkowany. Brzeg początkowo podwinięty, potem wyprostowany. Powierzchnia jednolicie ciemnoniebieskoczarna lub indygo, nie blaknąca, całkowicie owłosiona lub aksamitna, z wiekiem rozpadający się na drobne łuski.
Blaszki
Od 25 do 35 z 2–5 międzyblaszkami, średnio gęste, zbiegające ząbkiem lub wykrojone, początkowo białe, potem różowe. Ostrza całe, tej samej barwy.
Trzon
Wysokość 30–70 mm, grubość 1,5–4 mm, cylindryczny lub spłaszczony z podłużnym rowkiem, często przy podstawie rozszerzony, początkowo w kolorze kapelusza, z wiekiem bledszy i z odcieniem fioletowym, na całej powierzchni drobnowłóknisto-prążkowany z ciemniejszymi włóknami, u podstawy z białą grzybnią.
Miąższ
Pod skórką tej samej barwy co skórka, wewnątrz jaśniejszy. Zapach i smak słaby, nieokreślony.
Cechy mikroskopowe
Podstawki 4-zarodnikowe, bez sprzążek. Zarodniki 8–11(–11,5) x 6–7,5(–8) µm, Q = 1,1–1,6, w widoku z boku 5–7-kątne. Krawędź blaszek sterylna. Cheilocystydy 20–60 × 5–15 µm, cylindryczne do maczugowatych. Strzępki skórki przejściowe między cutis a trichodermą na brzegu, bardziej przypominające trichodermę w środku, złożone z napęczniałych elementów końcowych o wymiarach 30–80 × 15–30 µm. W skórce pigment niebieski, wewnątrzkomórkowy. Brak sprzążek.

## Występowanie i siedlisko
Podano występowanie Entoloma coelestinum głównie w Europie, poza nią tylko na pojedynczych stanowiskach na kontynencie azjatyckim i w Japonii. Jest tu szeroko rozprzestrzeniony, ale rzadki. Brak go w wykazie wielkoowocnikowych grzybów podstawkowych Polski Władysława Wojewody z 2003 r. Po raz pierwszy w Polsce jego stanowiska podano w 2018 r. w Sudetach
Grzyb naziemny występujący na półnaturalnych murawach z mchami i na wysokogórskich halach, także w górskich lasach bukowych na podłożu skał wapiennych na glebie wapiennej w pobliżu paproci pióropusznik strusi (Mattheucia struthiopteris) oraz w wilgotnych miejscach w lasach sosnowych. Owocniki tworzy głównie od czerwca-października.